# Edeka

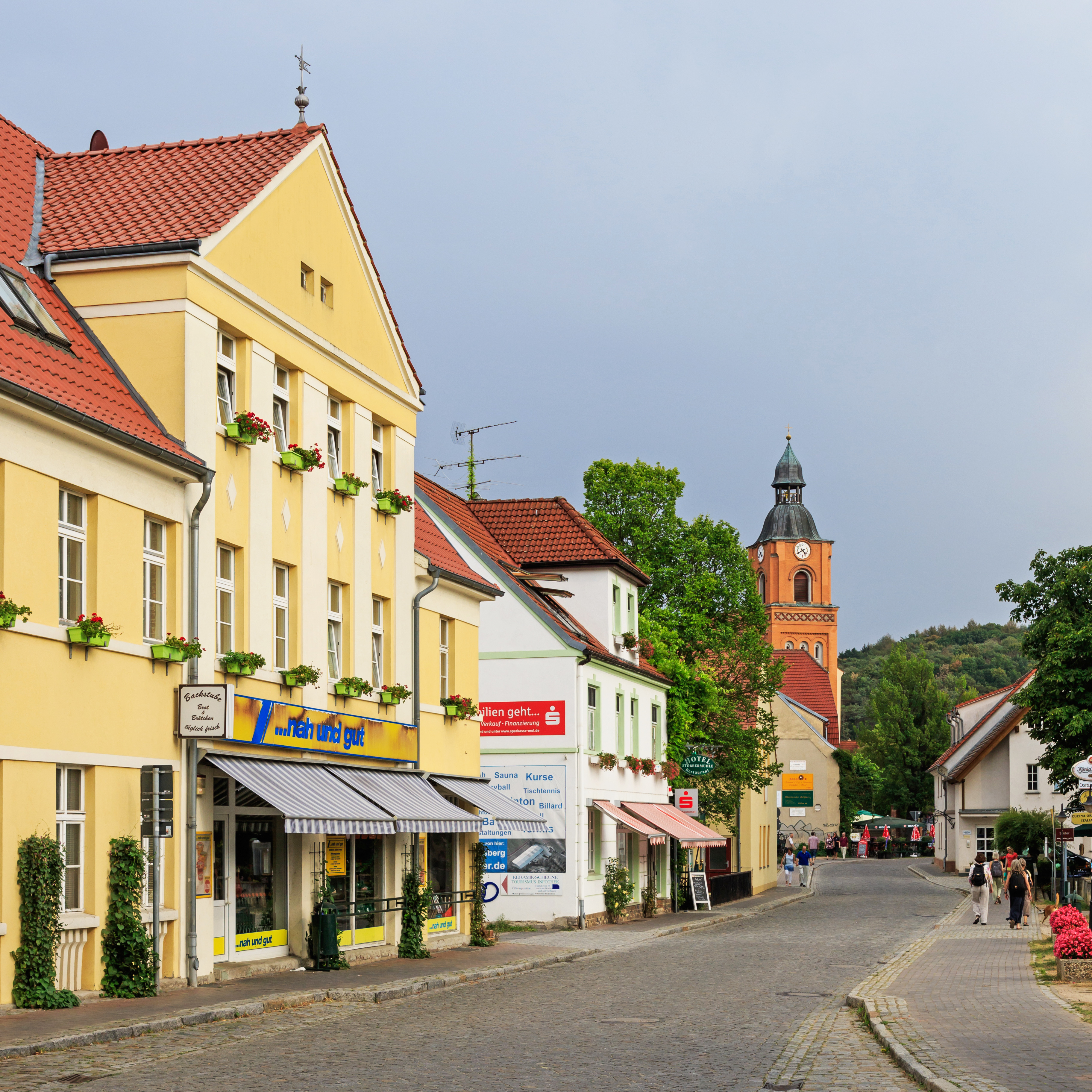
Edekabutik ...nah und gut i Buckow, Brandenburg.

Edeka, även stavat EDEKA, ursprungligen inköpscentralen Einkaufsgenossenschaft der Kolonialwarenhändler im Halleschen Torbezirk zu Berlin, är en kooperativt organiserad företagskorporation i den tyska detaljhandeln. Det centrala Edeka äger 50 procent i sju regionala bolag, medan det övriga aktieinnehavet kontrolleras av en eller flera regionala sammanslutningar, i sin tur delägda av enskilda handlare. Centrala Edeka äger dessutom huvuddelen av lågpriskedjan Netto Marken-Discount och driver frukt- och grönsaksgrossisten Edeka Fruchtkontor, en vingrossist och olika tjänsteföretag knutna till Edeka inom exempelvis bank-, förlags- och försäkringsbranschen.

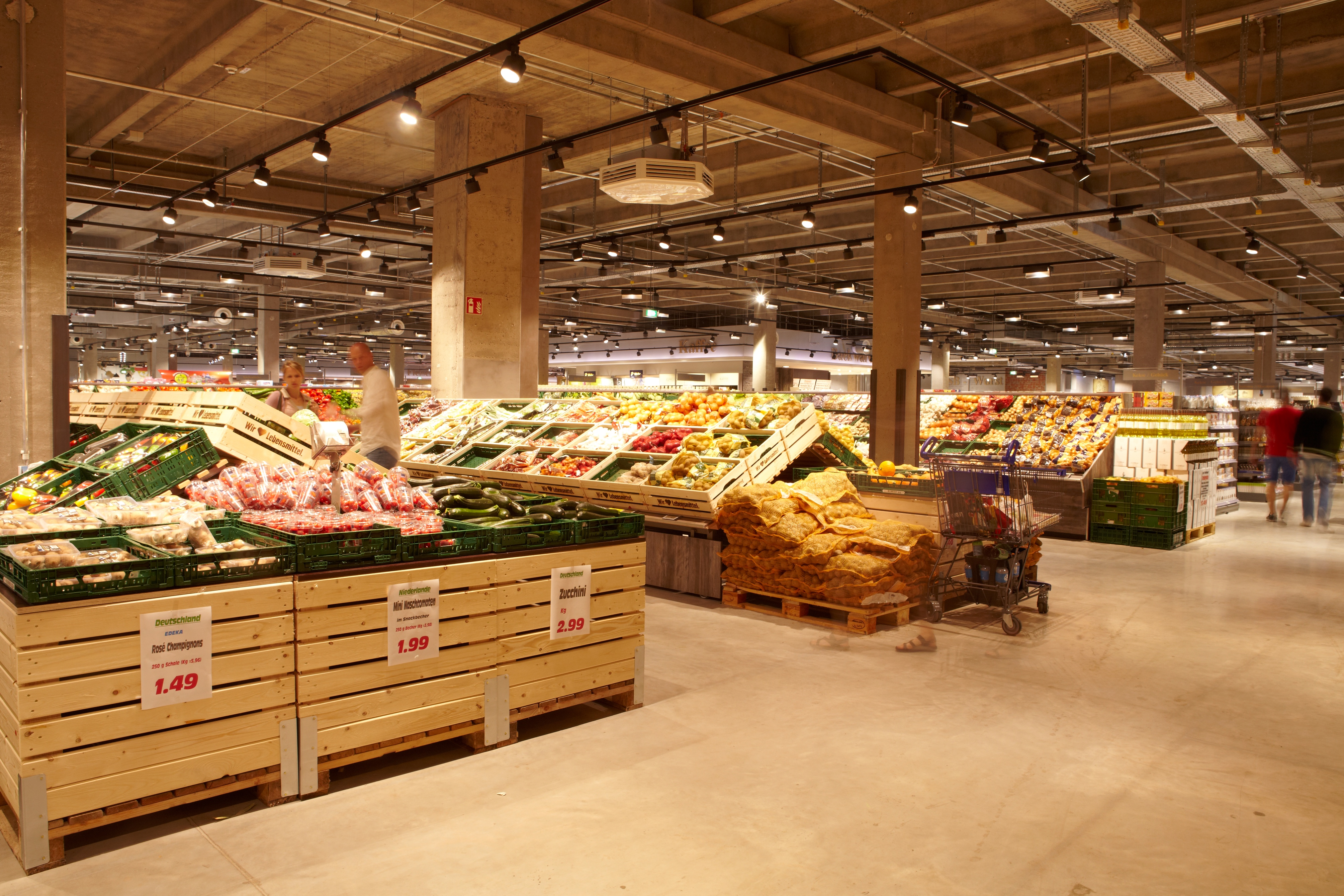
Edeka i Rindermarkthalle i stadsdelen Sankt Pauli i Hamburg.

Bolaget grundades 1907 i Leipzig då förkortningen E. d. K. omvandlades till Edeka, det nuvarande varumärket. Edeka kom redan tidigt att tillverka produkter under eget märke och 1914 grundades Edekabanken. Efter andra världskriget flyttades huvudkontoret till Hamburg och sedan 1972 drivs centrala Edeka och Edekabanken i aktiebolagsform. Sedan uppköpet av tyska Spar och Netto Marken-Discount 2006 är Edeka Tysklands största detaljhandelskedja, med medlemsföretag från närbutiker till stormarknader.

## Regioner
De regionala bolagen utgör de operativa enheterna inom Edeka och har som huvudsaklig roll att fungera som regionala grossister, men har även ägande inom vissa filialer och produktionsföretag. De sju regionerna är: 
- Edeka Hessenring med högkvarter i Melsungen, verksamma i norra och mellersta Hessen samt delar av Thüringen och Niedersachsen
- Edeka Minden-Hannover med högkvarter i Minden, är den största regionen och omfattar större delen av Niedersachsen samt Sachsen-Anhalt, Berlin, Brandenburg och norra Nordrhein-Westfalen
- Edeka Nord i Neumünster, omfattar Schleswig-Holstein, Hamburg, Mecklenburg-Vorpommern, norra Niedersachsen och norra Brandenburg
- Edeka Nordbayern-Sachsen-Thüringen i Rottendorf, omfattar Franken, delar av Oberpfalz, Sachsen och Thüringen
- Edeka Rhein-Ruhr i Moers, omfattar större delen av Nordrhein-Westfalen
- Edeka Südbayern i Gaimersheim nära Ingolstadt, omfattar södra Bayern
- Edeka Südwest i Offenburg, omfattar större delen av Baden-Württemberg, Unterfranken i Bayern, Rheinland-Pfalz, Saarland och södra Hessen